# Coupe d'Algérie de football 1977-1978
 (août 2022).
Si vous disposez d'ouvrages ou d'articles de référence ou si vous connaissez des sites web de qualité traitant du thème abordé ici, merci de compléter l'article en donnant les références utiles à sa vérifiabilité et en les liant à la section « Notes et références ».
Navigation
Coupe d'Algérie
1976-1977 Coupe d'Algérie
1978-1979
La Coupe d'Algérie de football 1977-1978 voit la victoire finale du CM Belcourt, qui bat l'USK Alger aux tirs au but.
C'est la quatrième Coupe d'Algérie remportée par le CM Belcourt et la sixième fois que l'USK Alger atteint la finale de cette compétition.
C'est également la troisième fois que ces deux clubs se rencontrent en finale de la Coupe d'Algérie.

## Seizièmes de finale
Les équipes de l'élite celles qui évoluent en la Division 1 commencent à partir des seizièmes de finale.
Les matchs des seizièmes de finale se sont joués le 12 février 1978 (49 buts en 16 matches) 
| #  | Club 1              | Résultat             | Club 2              | Buteurs       | Date | Stade                           |
| -- | ------------------- | -------------------- | ------------------- | ------------- | ---- | ------------------------------- |
| 1  | MP Alger (D1)       | 1 - 0                | USM Bel-Abbès       | Bencheikh 80e |      |                                 |
| 2  | MP Oran (D1)        | 0 - 0 ap (t a b 2-1) | JE Tizi-Ouzou (D1)  |               |      | Stade du 5-Juillet-1962 (Alger) |
| 3  | EP Sétif (D1)       | 5 - 2                | MSP Batna           |               |      |                                 |
| 4  | CM Belcourt (D1)    | 3 - 1                | DNC Alger (D1)      |               |      |                                 |
| 5  | USK Alger (D1)      | 2 - 2 ap (t a b 5-4) | SOC Annaba          |               |      |                                 |
| 6  | El Asnam TO (D1)    | 3 - 2                | WKF Collo           |               |      |                                 |
| 7  | Nadit Oran          | 2 - 1                | USM El Harrach (D1) |               |      |                                 |
| 8  | MA Hussein Dey (D1) | 2 - 1                | CS Constantine (D1) |               |      |                                 |
| 9  | RS Kouba (D1)       | 2 - 0                | USM Blida           |               |      |                                 |
| 10 | ASC Oran (D1)       | 2 - 0                | CRB Dar El Beida    |               |      |                                 |
| 11 | NARB Réghaïa        | 2 - 1                | ES Mostaganem       |               |      |                                 |
| 12 | US Santé (Alger)    | 4 - 1                | AS Khroub           |               |      |                                 |
| 13 | MRB Meftah          | 1 - 0                | MC Saida            |               |      |                                 |
| 14 | US Santé Mecheria   | 3 - 0                | MO Constantine      |               |      |                                 |
| 15 | CN Batna (D1)       | 4 - 1                | IRB Mers El-Kebir   |               |      |                                 |
| 16 | ES Guelma           | 1 - 0                | CRB Djendel         |               |      |                                 |

## Huitièmes de finale
Les matchs des huitièmes de finale se sont joués le 3 mars 1978.
| # | Club 1              | Résultat          | Club 2            | Buteurs | Date | Stade                      |
| - | ------------------- | ----------------- | ----------------- | ------- | ---- | -------------------------- |
| 1 | MA Hussein Dey (D1) | 0 - 0 t.a.b (7-6) | MP Alger (D1)     |         |      | Stade 5 juillet 62 - Alger |
| 2 | MP Oran (D1)        | 4 - 0             | ES Guelma         |         |      |                            |
| 3 | CM Belcourt (D1)    | 1 - 0             | CN Batna (D1)     |         |      |                            |
| 4 | EP Sétif (D1)       | 3 - 1             | US Santé Mecheria |         |      |                            |
| 5 | USK Alger (D1)      | 3 - 0             | Nadit Oran        |         |      |                            |
| 6 | RS Kouba (D1)       | 2 - 1             | US Santé          |         |      |                            |
| 7 | NARB Réghaïa        | 2 - 0             | MRB Meftah        |         |      |                            |
| 8 | ASC Oran (D1)       | 2 - 2 t.a.b       | El Asnam TO (D1)  |         |      |                            |

## Quarts de finale
Les matchs des quarts de finale se sont joués le 31 mars 1978.
| # | Club 1           | Résultat          | Club 2              | Buteurs                  | Date | Stade                      |
| - | ---------------- | ----------------- | ------------------- | ------------------------ | ---- | -------------------------- |
| 1 | CM Belcourt (D1) | 1 - 0             | EP Sétif (D1)       | Belili                   |      | Stade 17 juin, Constantine |
| 2 | USK Alger (D1)   | 5 - 2             | NARB Réghaïa        | Guedioura (5 buts) / ... |      | Stade du 5 juillet, Alger  |
| 3 | MP Oran (D1)     | 1 - 0             | MA Hussein Dey (D1) | Benmahi 83e              |      | Stade 19 juin, Oran        |
| 4 | RS Kouba (D1)    | 1 - 1 t.a.b (4-3) | El Asnam TO (D1)    | ? / ?                    |      |                            |

## Demi-finales
Les matchs des demi-finales se sont joués le 23 avril et 27 avril 1978.
| # | Club 1           | Résultat                | Club 2        | Buteurs | Date | Stade |
| - | ---------------- | ----------------------- | ------------- | ------- | ---- | ----- |
| 1 | CM Belcourt (D1) | 0 - 0 t.a.b (5-4)       | MP Oran (D1)  |         |      |       |
| 2 | USK Alger (D1)   | 1 - 1 0 - 0 t.a.b (4-3) | RS Kouba (D1) |         |      |       |

## Finale
| Entraîneur : |
| Ahmad Arab   |

| Entraîneur :     |
| Belkacem Mokdadi |

| Entraîneur : |
| Ahmad Arab   |

| Entraîneur :     |
| Belkacem Mokdadi |

| |  |  |  |
| \| Coupe d'Algérie de Football Vainqueur 1978 \| \| ------------------------------------------ \| \| CM Belcourt 4e titre \| |  |  |  |
| Coupe d'Algérie de Football Vainqueur 1978                                                                                   |  |  |  |
| CM Belcourt 4e titre |  |  |  |

### Finale coupe d'Algérie Junior
La finale jouée le lundi 1er mai 1978 à 14h30 au stade 5 juillet 1962 (Alger)
| Édition   | Date                       | Finaliste | Score               | Vainqueur      | Buteurs                                                | Lieu                         |
| --------- | -------------------------- | --------- | ------------------- | -------------- | ------------------------------------------------------ | ---------------------------- |
| 1977-1978 | Lundi 1er mai 1978 à 14h30 | RS Kouba  | 2 - 2 (5 t.a.b à 6) | CM Constantine | Sabbar 15e Assad Salah 76e / Belfadel 21e Sahraoui 51e | stade 5 juillet 1962 (Alger) |

### Finale coupe d'Algérie Cadet
| Édition   | Date                       | Finaliste | Score | Vainqueur             | Buteurs  | Lieu                         |
| --------- | -------------------------- | --------- | ----- | --------------------- | -------- | ---------------------------- |
| 1977-1978 | Lundi 1er mai 1978 à 12h30 | USM Alger | 0 - 1 | Itihad Riyadi Madania | Acha 56e | stade 5 juillet 1962 (Alger) |

### Finale coupe d'Algérie Minime
La finale jouée le lundi 1er mai 1978 à   au stade 5 juillet 1962 (Alger)
| Édition   | Date                     | Vainqueur     | Score | Finaliste  | Buteurs | Lieu                         |
| --------- | ------------------------ | ------------- | ----- | ---------- | ------- | ---------------------------- |
| 1977-1978 | Lundi 1er mai 1978 à ... | JE Tizi-Ouzou | 3 - 1 | JCM Tiaret |         | stade 5 juillet 1962 (Alger) |